# Matalascañas
Matalascañas es un núcleo urbano costero y una playa situada en el litoral Atlántico, perteneciente al término municipal de Almonte, en la provincia de Huelva, al suroeste de la comunidad autónoma de Andalucía, en España. Es conocida también como Torre de la Higuera, debido a las ruinas de la torre almenara que se encuentran en la orilla desde el siglo XVI y que es Bien de Interés Cultural. Forma parte, junto a la playa del Oro, Cuesta Maneli, El Inglesito y las playas vírgenes de Doñana, de la costa de Almonte, que abarca más de 50 kilómetros desde las ruinas de la Torre del Oro al río Guadalquivir, siendo la playa más larga de España.
Fundada en 1972, su población sufre una gran variación entre invierno y verano, por ser principalmente zona de turismo estival, siendo la playa más cercana a Sevilla (64 km), unos 99 km por carretera (70 minutos). Recibe aproximadamente 150 mil veraneantes anuales. La urbanización consta de dos iglesias, un centro de salud abierto todo el año y puestos de socorro durante la temporada alta, cuatro farmacias, autobús urbano y apeadero de autobuses interurbanos con conexiones a Almonte, Huelva, Mazagón, Palos de la Frontera y Sevilla. En verano, las conexiones aumentan a municipios cercanos del Condado de Huelva, como La Palma del Condado, Rociana del Condado, Paterna del Campo-Villalba del Alcor y Escacena del Campo.  Matalascañas ha recibido bandera azul anualmente hasta 2019. La dificultad de cumplir con los estándares para dichos galardones reside en el interés por preservar las características naturales de dicha playa, limítrofe con el parque nacional de Doñana.

## Etimología
Aunque se desconoce el origen exacto del nombre, probablemente Matalascañas provenga de una contracción de «mata de las cañas». Una «mata» es una porción de terreno poblado de árboles de una misma especie, mientras que «caña» hace referencia a los tallos erectos y alargados de ciertas plantas, como los juncos, que se utilizan como fibras naturales en cordelería. Esto es porque en algunas dunas y corrales de las zonas costeras de Doñana se pueden encontrar lagunas o marismas temporales en las cuales crecen junqueras, es decir, matas de juncos (principalmente, Juncus acutus, J. maritimus, J. effusus, J. conglomeratus y Scirpus holoschoenus). Por lo tanto, probablemente Matalascañas fue anteriormente un «lugar poblado de juncos».
Cabe mencionar que en la Costa de la luz existen otras playas cuyo nombre local hace referencia a las matas allí presentes, como es el caso de la playa de la Mata Negra, en Punta Umbría o la playa de la Mata del Difunto, también en Almonte.

## Historia
El litoral atlántico en el que hoy se ubica la urbanización de Matalascañas fue adquirido el siglo XIVpor el Concejo de Almonte. Fue en 1335, tras los conflictos con Niebla, cuando el término municipal adquirió las dimensiones actuales.Se iniciaron entonces las actividades agrícolas, pesqueras y ganaderas por parte de la población local.Desde el siglo XVII existían enclaves pesqueros desde la Torre del Río de Oro hasta la Torre de la Higuera y desde 1884 hay noticias de la instalación de “casetas de salud” en estas playas.
En 1924, el arqueólogo alemán Adolf Schulten se acercó al área donde más tarde existiría Matalascañas para buscar ruinas de la cultura tartéssica y de la mítica Atlántida (concretamente en el cerro del Trigo y la punta Malandar). Aunque su expedición fracasó, encontró varios yacimientos romanos y una factoría de salazón del siglo III, que evidenciaba la actividad pesquera en la zona desde esa época.La primera mención a una futura urbanización en las actas del ayuntamiento se produjo el 27 de junio de 1929, cuando se nombra a un representante de alcaldía para organizar lo que llamaron un balneario de Matalascañas.
Durante la época franquista se plantó el eucalipto para impulsar la industria maderera, y actualmente es una especie invasora de la zona. Además, se desecaron varias marismas y se modificó el curso de ríos. En 1940, el marqués de Bonanza vendió las tierras del coto de Doñana a don Salvador Noguera Pérez y al marqués del Mérito. En 1962, la sociedad mercantil Coto de Doñana, S.A., compuesta por Noguera, el marqués de Mérito y don González-Gordon, vendieron 700 hectáreas de Doñana (una franja de costa de 7 km) a la sociedad HIRTA S.A., a cargo de don René Gordon. La historia de Doñana y Matalascañas está ligada a la familia González-Gordon, tradicionalmente dedicada a las bodegas vinícolas de Jerez. Cabe destacar a Mauricio González-Gordon Díez, que defendió la conservación natural de Doñana y donó tierras al Gobierno para la creación del parque nacional (1969).
No fue hasta mediados del siglo XX cuando se empezaron a instalar chozas de pescadores, chiringuitos y diversos establecimientos que, para mediados de los años 60, apenas suponían un tramo de un kilómetro de orilla alrededor de las ruinas de la torre almenara. Se trataba de pequeñas construcciones efímeras hechas de enea, típicas de Doñana, para pasar el verano.En 1965 finalizaron las obras de la A-483, que en el futuro se convertiría en una subdivisión de la A-49 para conectar Almonte con Huelva y Sevilla capital. En 1966 se presentó el Plan de Ordenación para comenzar a urbanizar la costa, declarada Centro de Interés Turístico Nacional en 1968.
Es a principios de los años 70 cuando se empieza a construir sobre la duna, siendo “El Delfín”, una de las primeras edificaciones dedicadas a viviendas de lujo, con inversión privada de la inmobiliaria Costa de la Luz o la empresa Playas del Coto de Doñana S.A., entre otras. Se instaló igualmente la parroquia de San Francisco de Asís, con planta semicircular. Poco después se construyó el edificio de “La Prensa”, a escasos metros. En 1971 se instala el hotel El Flamenco, hoy en día Flamero. Las primeras inversiones privadas en Matalascañas superaron los 1.500 millones de pesetas (el equivalente a unos 9 millones de euros actuales), algo insólito en la época. Se instalaron igualmente las primeras líneas telefónicas entre el núcleo principal de Almonte y la nueva urbanización costera, pasando por El Rocío, a la vez que se aceleraba la construcción de la futura autovía para conectar con Sevilla. Para el verano de 1971, Matalascañas contaba ya con una proyección turística a nivel nacional, con festivales de música, concursos de fotografía, literatura y belleza y competiciones náuticas y pesqueras que atrajeron incluso a la realeza española y europea, incluidos los entonces príncipes Juan Carlos y Sofía.Desde 1969 Doñana era ya la mayor reserva ecológica de Europa y Almonte atraía también turismo internacional y servía de escena de rodaje para Hollywood
En 1972 se celebra la llamada Primera Gran Feria, que estuvo abierta del 14 al 18 de julio, con gran afluencia de familias acomodadas de Huelva y Sevilla y que incluía un parque de atracciones.Para el verano de 1973, más de 180.000 turistas visitaban Matalascañas, muchos de ellos de elevado poder adquisitivo, como demuestran los vuelos chárter o los coches de caballo que utilizaban para desplazarse.Ese mismo año se conectó la urbanización a la red telefónica automática nacionaly se crea el Club de Pesca, más tarde Club Náutico y de Pesca de Matalascañas. En 1974 se grabó en Matalascañas la película El viento y el león, debido a su árido paisaje de dunas. Este hecho motivó a que se grabasen en la zona otras tantas: Mi bello legionario (1977), Los Obsexos (1989), Montoyas y Tarantos (1989) y escenas de la serie Curro Jiménez (1976-1978). Desde 1980, Matalascañas se presenta en la Feria Internacional de Turismo de Madrid (FITUR) bajo el nombre «Matalascañas-Almonte».
En 1988 se aprueba el Plan Director Territorial de Coordinación de Doñana,en el que participan los representantes del gobierno local, regional y nacional para delimitar las jurisdicciones de la distintas zonas que afectan al parque, entre ellas la urbanización costera. En el año 1990 comienzan las obras del Gran Hotel El Coto, que actualmente supone el final de la urbanización y el comienzo de las playas vírgenes del parque nacional y en 1993 Matalascañas recibe su primera bandera azul, que va a ir renovando anualmente en las siguientes décadas.
En 1998 comenzaron las obras del primer campo de golf ecológico y sostenible de Europa, con 18 hoyos y 290.000m² e inaugurado en 2000.En 2002 se inaugura el parque Dunar, un área de 130 hectáreas en el litoral, al oeste del núcleo urbano y el parque nacional, con una inversión de 20 millones de euros y la finalidad de mantener de forma sostenible un área que, aunque desde 1989 formaba parte del parque natural, estaba degradada e inaccesible para uso y disfrute público. Esta zona incluye el Museo del Mundo Marino, un centro de investigación y diversas pasarelas que desembocan en el Balcón del Atlántico, con el faro y con conexión hacia el oeste con el club náutico y el chiringuito Bananas.
En 2021 se encontró un yacimiento en la playa con las pisadas de neandertales cazadores-recolectores más antiguas del mundo (106 000 años), que habitaban en la zona de Doñana.

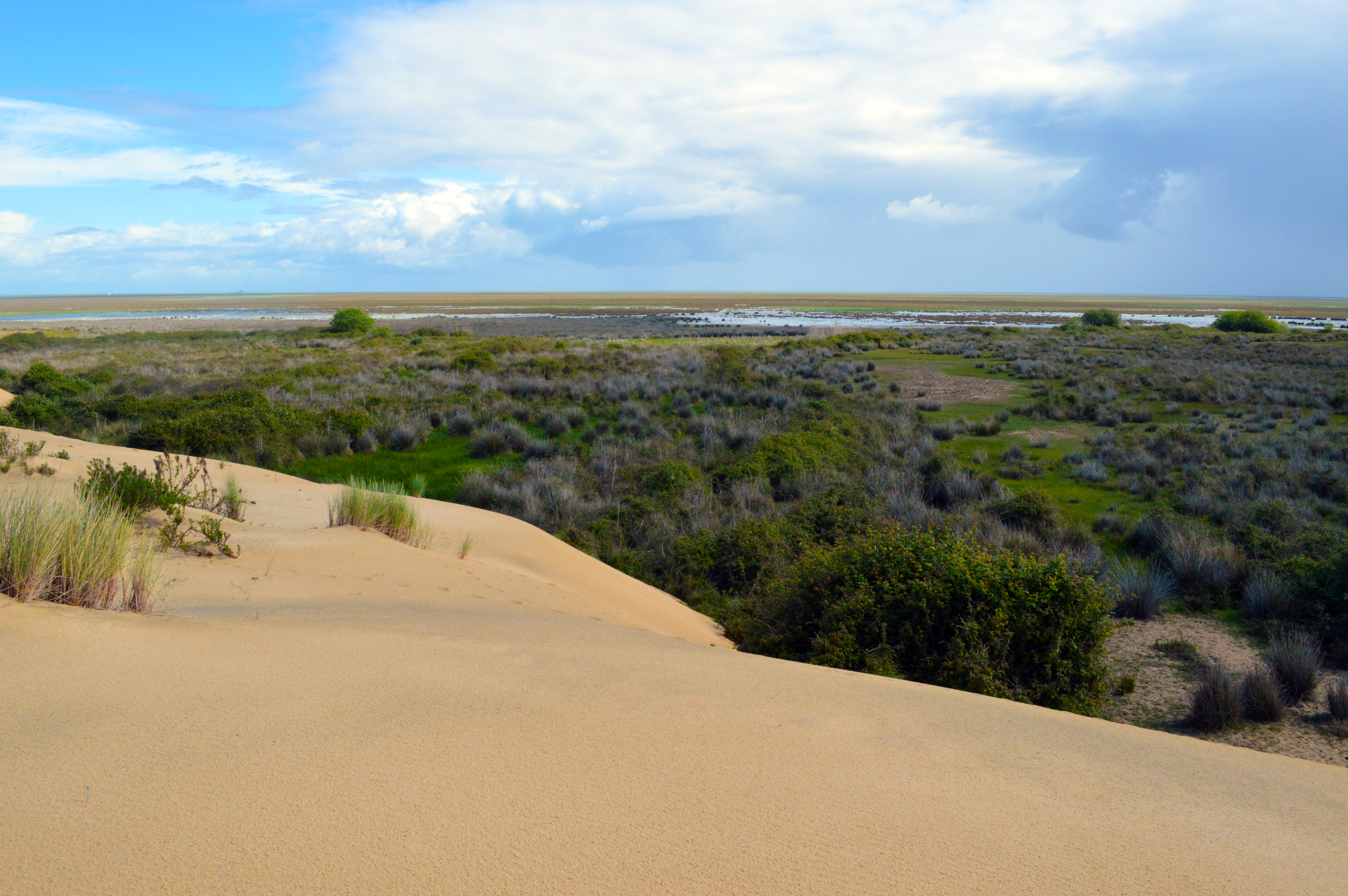
Marismas en Doñana.

A pesar de estar frente al mar, el extenso territorio de Doñana está poco transformado y poblado por el ser humano, debido en parte a su inaccesibilidad. Por ello, es una de las áreas naturales litorales más valiosas del continente europeo.
En la actualidad, Matalascañas sigue siendo un destino turístico de referencia regional con una población permanente de unas 3.000 personas que asciende hasta prácticamente igualar la población de Huelva capital en los meses de verano,unos 150 mil habitantes. Cuenta con casi un centenar de establecimientos de hostelería (de los cuales 23 son chiringuitos a pie de playa) y alrededor de una decena de hoteles, 7 puestos de socorrismo y vigilancia, 9 módulos de aseo, conexiones de taxi, tren turístico, autobús urbano e interurbano con horario diurno y nocturno. Posee certificaciones de bandera azul, Q de calidad turística.y SICTED.

## Ubicación Física

### Urbanización

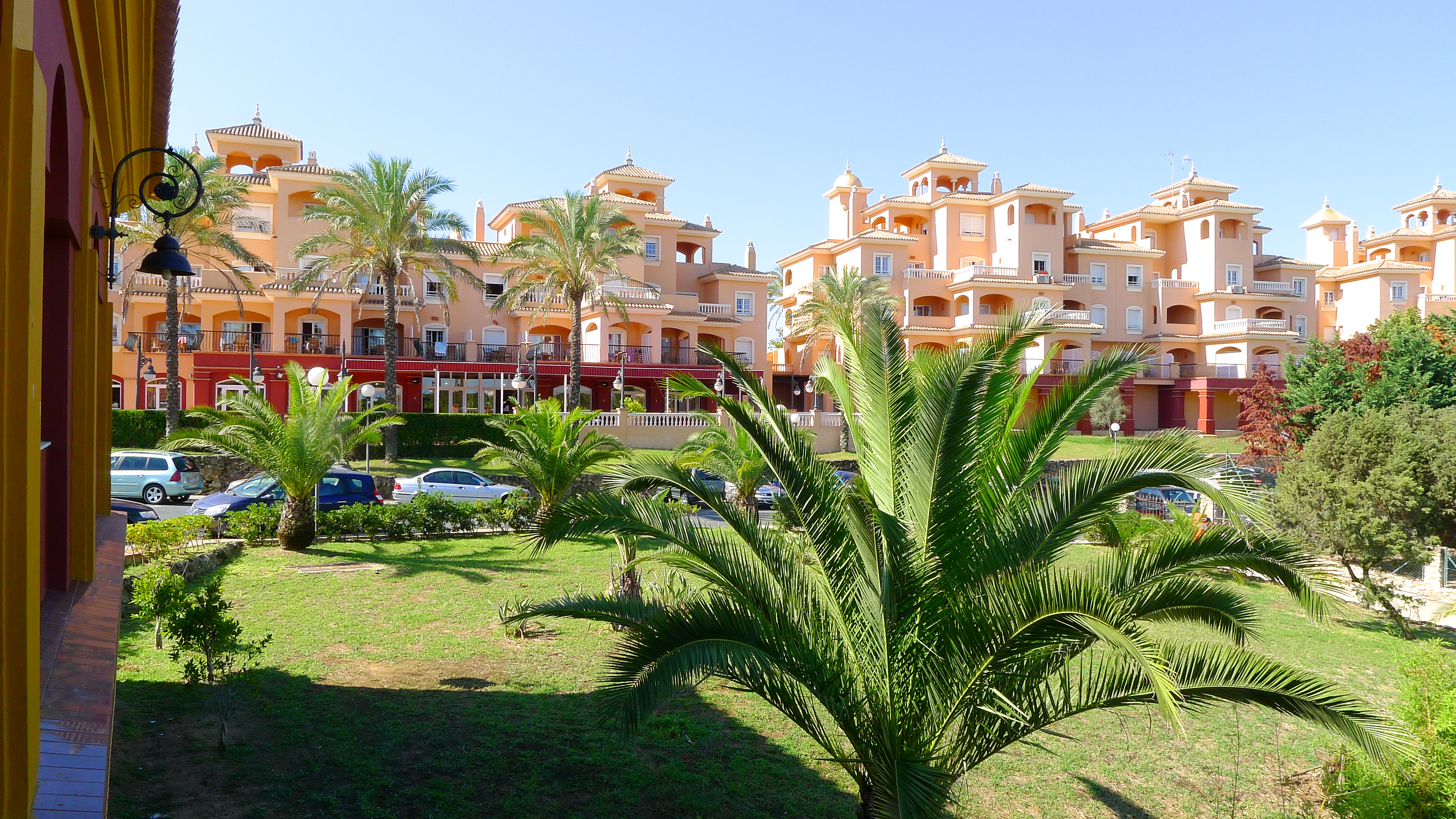
Sector K.

La urbanización de Matalascañas comprende un área rectangular a lo largo de 4 kilómetros en una zona intermedia de la costa de Almonte, a mitad de camino entre las ruinas de la Torre del Oro y el río Guadalquivir. Se adentra 1 kilómetro hacia el interior y está separada del parque nacional de Doñana por la carretera norte, que recorre la urbanización en su totalidad. Cronológicamente, el núcleo se fue extendiendo de oeste a este, comenzando con la zona centro y terminando con las viviendas anexas al Gran Hotel El Coto, que limita con el parque nacional. 
Dicha carretera norte se encuentra paralela a la urbanización en línea recta y consta de 8 accesos principales a los diferentes sectores. Estos accesos tienen rotondas con un monumento representativo, siendo de oeste a este: los Ciervos (rotonda principal que da inicio a la carretera norte en la 3.ª salida), el planeta Tierra, los Dólmenes (dedicada a Trigueros), el Barco (dedicada a Isla Cristina), los Delfines, las Ventanas (dedicada a los pueblos blancos), la Torre (dedicada a Niebla) y el Aljibe (dedicada al Condado). La calle peatonal que recorre desde la rotonda principal hasta las ruinas de la Torre de la Higuera, bordeando el oeste del núcleo es la avenida de las Adelfas.
Administrativamente, el núcleo está organizado en  27 sectores, 20 de ellos nombrados alfabéticamente de oeste a este de la 'A' a la 'T' (exceptuando la Ñ), correspondiendo cada letra a un término relacionado con la naturaleza autóctona. 6 de ellos (K, O, P, Q, R, S) integran la popular zona conocida como “Caño Guerrero”. En el extremo este se encuentran otros siete sectores de más reciente construcción que se nombran de la 'a' a la 'g'. Dichos sectores son los siguientes:
- Parque Dunar de Matalascañas - se trata de una zona protegida y semiurbanizada anexa a la urbanización, que la separa del parque natural en dirección Huelva. Contiene el Museo del Mundo Marino, la organización de ecoturismo Aires Africanos, la asociación del caballo El Pasodoble, el cuartel de la guardia civil, los restaurantes Casa Miguel y Casa Matías, la estación de autobuses, la oficina de turismo, el gimnasio “Espartanos” y el faro.
- Sector A - Ánade Real - Conocido popularmente como el Centro, es la zona más popular de Matalascañas sobre todo por su vida nocturna gracias a su gran multitud de bares, discotecas, restaurantes, pubs, tiendas, etc. y por estar a la entrada del municipio. Contiene la plaza,  la parroquia de San Francisco de Asís, un aparcamiento público, la inmobiliaria Inmodoñana, los pubs y discotecas Cocoa, La Pirámide y Cyrano y los restaurantes El Acebrón, Teo, Tío Paco, Rey de la Gamba, Indian, Rinconati y Boston Burger entre otros. También la heladería El Ciervo Azul y el mercadillo de libros.
- Sector B - Brazo de la Torre - Este sector incluye el emblemático edificio de viviendas “El Delfín”, el más antiguo de la urbanización.  Debe su nombre al río homónimo afluente del Guadiamar y muy relevante para la avifauna de Doñana.[34]
- Sector C - Cerceta - Sector con acceso directo al paseo marítimo, que contiene el emblemático bloque residencial “El Sancho” y múltiples restaurantes y chiringuitos en primera línea.
- Sector D - Dehesa de las Marismas - En él se encuentran el cine de verano “Doñana”, con dos salas. También el supermercado MAS y, ya en primera línea de playa, el chiringuito “Titanic” y los hoteles “Flamero” y “ON Village”.
- Sector E - Enea - sector con una de las 3 grandes vías de doble sentido de la urbanización  y que incluye el hotel Cortijo y la rotonda con la escultura de Goya.
- Sector F - Flamenco - sector exclusivamente residencial.
- Sector G - Gallareta - sector norte residencial casi en su totalidad que contiene el Skatepark (pistas de patinaje con rampas) y dos amplias plazas con una cancha de baloncesto.
- Sector H - Halcón Peregrino - contiene el hostal “Frasquita”,  la oficina de correos y el emblemático edificio “La Prensa”.
- Sector I - Inglesillo - es el primer sector que aparece en sentido este desde la rotonda principal. Contiene la escuela infantil “El Zampullín” y los hoteles “Matalascañas” y “Doñana Blues”.
- Sector J - Campo de golf - se trata de un área de 290.000 m² inaugurada en 1999 como el primer campo de golf ecológico de Europa, con 18 hoyos.
- Sector K - Junco - sector exclusivamente residencial rodeado casi en su totalidad por el campo de golf y con un único acceso de doble sentido en la parte este, en Caño Guerrero.
- Sector L - Laguna del Sopetón - este sector linda con el Campo de Golf por la parte oeste y contiene el cuartel de la policía, el colegio “Dunas de Doñana”, el polideportivo municipal (que incluye campo de fútbol, pistas de ténis, circuito de Karting y cancha de baloncesto) y los hoteles “Carabela” y “ON: The Residence”.
- Sector M - Malvasía - sector colindante con el paseo marítimo que incluye el hotel ON: Oceanfront (con el restaurante japonés y el mexicano) y el edificio Aremar.
- Sector N - Nutria - sector colindante con el paseo marítimo que incluye la emblemática calle Azul y la rotonda del Sol, el famoso restaurante de pescadores El Pato, los apartamentos Atlántico y la urbanización Kabila I.
- Sector O - Ostrero - es uno de los sectores englobados dentro de la zona de “Caño Guerrero”, limitando con el acceso al sector K y el campo de golf. Contiene el hotel “Dunas de Doñana Golf Resort”.
- Sector P - Palmito - es uno de los sectores englobados dentro de la zona de “Caño Guerrero”, con múltiples edificaciones de altura, en el que podemos encontrar el centro comercial y supermercado MAS y multitud de bares y restaurantes en la zona del paseo marítimo, destacando el chiringuito “Ambos Mundos”. Incluye tres emblemáticas rotondas: la del Coquinero, la de las fuentes y la de Neptuno.
- Sector Q - Quercus - sector pequeño y exclusivamente residencial colindante con la carretera norte.
- Sector R - Retama - sector con forma de « T » exclusivamente residencial y semiurbanizado, con zonas vírgenes.
- Sector S - Somormujo - contiene el emblemático centro comercial y recinto de eventos Surfasaurus, el polígono industrial, el parque Victoria y la inmobiliaria Aire.
- Sector T - Torre Zalabar - sector caracterizado por la urbanización “Pueblo Andaluz”, el depósito de agua y el monumento a los toros.
- Sector a - Aulaga - primer sector de la Segunda Fase de la urbanización, exclusivamente residencial y semiurbanizado.
- Sector b - Boliche - sector residencial que limita con el parque urbano más grande de la urbanización, junto al Gran Hotel El Coto.
- Sector c - Calamón - Se encuentra en el extremo suroriental, donde acaba la urbanización y lindando con la orilla. Se compone casi exclusivamente de viviendas unifamiliares y contiene el chiringuito “El Navegante”.
- Sector d - Dunas  - Sector oriental que limita con el parque nacional e incluye el Gran Hotel El Coto y el parque anexo.
- Sector e - Eucalipto - se encuentra en el extremo este, limitando con el parque nacional y contiene la famosa urbanización de pisos rojos y el nuevo hotel del grupo ON.
- Sector f - Fumarel - Se encuentra en el extremo nororiental, limitando con el parque nacional.
- Sector g - Garza Imperial - sector semiurbanizado de la segunda fase que incluye el macro-complejo hotelero “ON City Resort”.

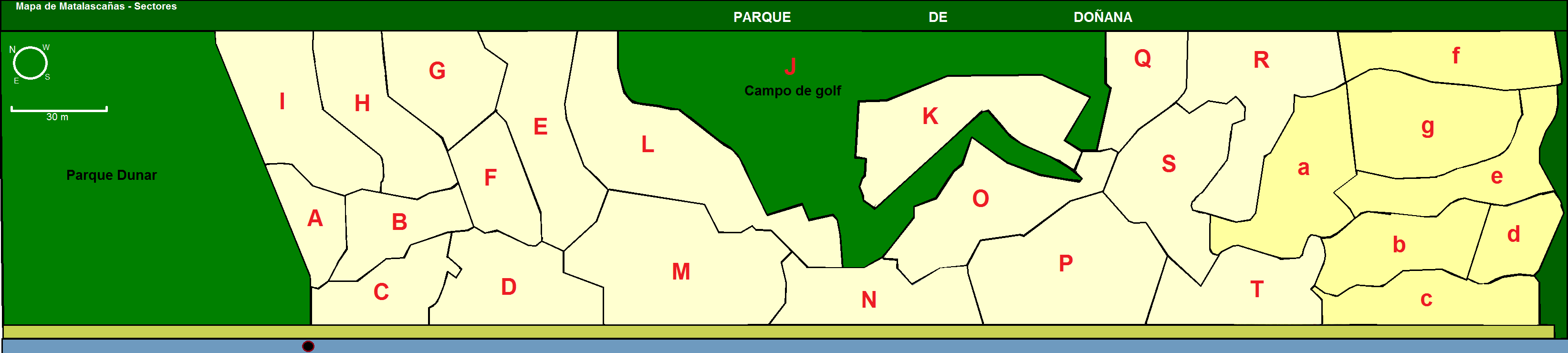
En él se muestran los sectores de Matalascañas

Mapa:

### Transporte
Las carreteras de acceso a la localidad son limitadas debido a la proximidad al parque nacional. Las dos únicas son: 
- A-483: que conecta con El Rocío, Almonte y Bollullos hasta incorporarse a la A-49.
- A-494: que conecta con Mazagón hasta Huelva.

Hay un carril bici paralelo a la carretera norte que recorre toda la urbanización y continua por toda la costa del término municipal de Almonte (incluyendo el club náutico, Cuesta Maneli y la playa del Oro) hasta Mazagón.
Existe también una ruta de ferry desde el Poblado de La Plancha (en la parte sureste del término municipal, a orillas del Guadalquivir) hasta Sanlúcar de Barrameda. Finalmente está la navegación privada desde el club náutico.

### Medio Natural
La geografía física del terreno es de duna semifósil de baja altura, a diferencia de los acantilados que se hallan desde el principio de la urbanización hacia poniente, siendo el Asperillo el más alto de Europa, considerado Monumento Natural de Andalucía. La playa de Matalascañas ofrece una arena blanca de grano fino y vegetación escasa, aumentando únicamente una vez comienza la duna.
Gracias a su calidad medioambiental, la Fundación Europea de Educación Ambiental le ha otorgado 16 banderas azules consecutivas (desde 1994 hasta 2009). El Ayuntamiento de Almonte dedicó la rotonda de la playa (una rotonda en el centro de Matalascañas) a las banderas azules que había recibido su playa.
| - Madroño - Jaguarzo blanco - Pino piñonero - Enebro - Sabina - Barrón - Camariña - Romero - Regaliz silvestre - Cantueso y Cantueso murciano - Jaguarzo negro - Labiérnago - Otras plantas como el diente de león, el junco, la totora, etc. Nota: las especies más abundantes están señaladas en negrita. | - Lagartija colirroja - Lagartija colilarga - Urraca - Rabilargo - Jilguero - Verdecillo - Tejón - Zorro común - Curruca - Conejo común - otros animales como escarabajos peloteros, lagartos, culebras, cigüeñas...etc. |

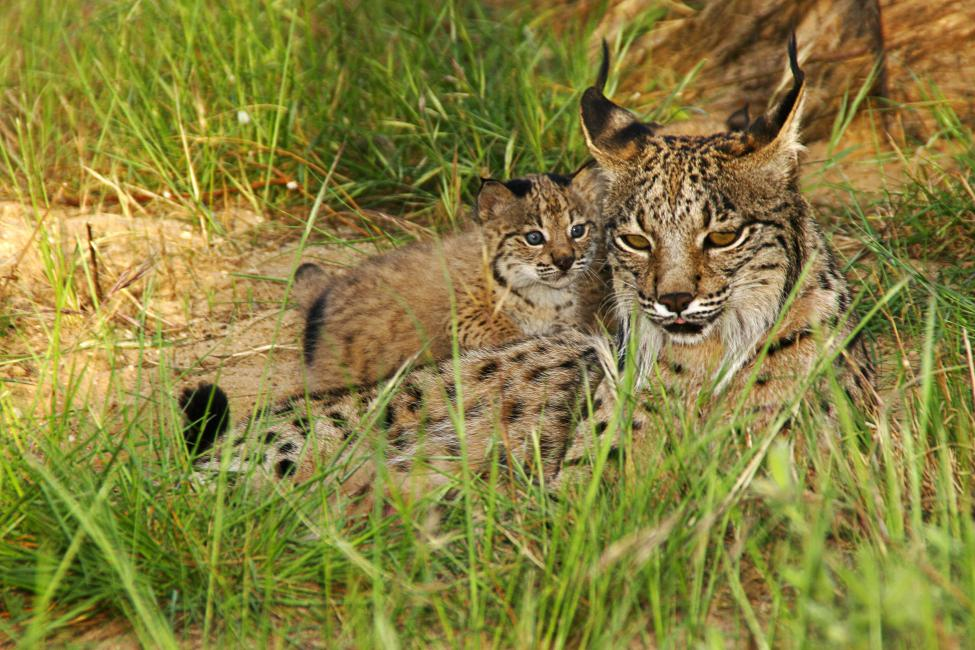
Lince ibérico
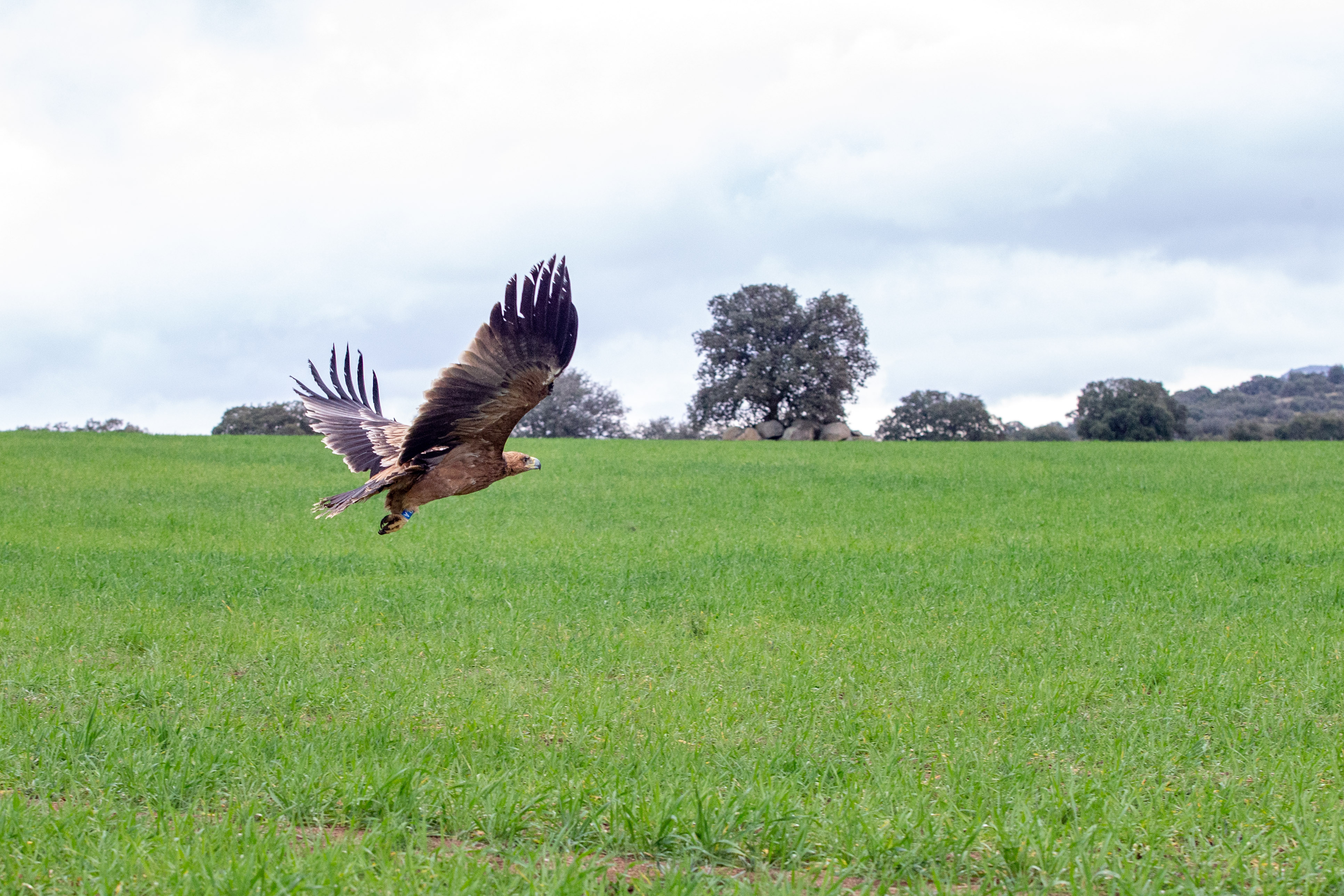
Águila Imperial
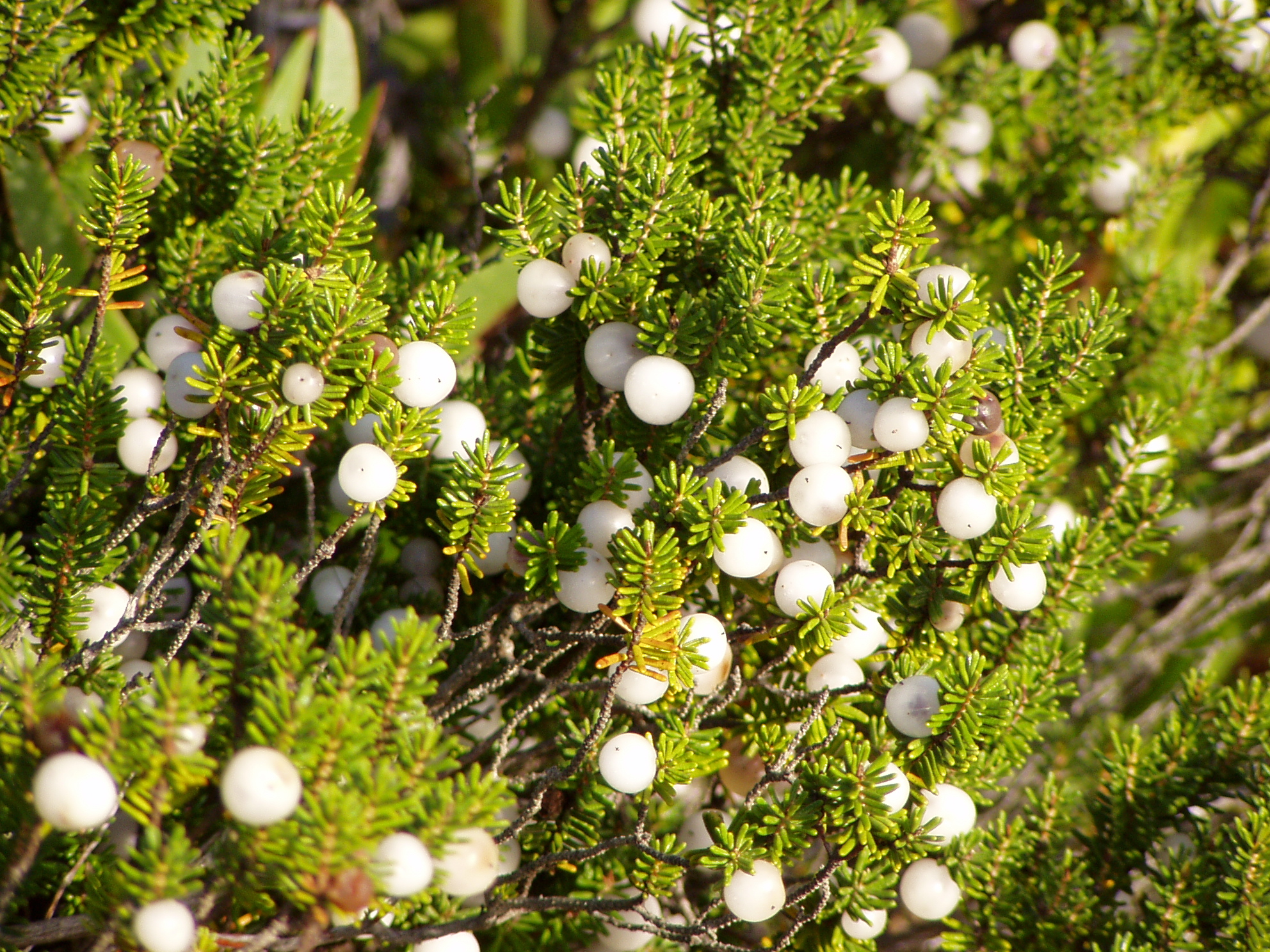
Camarinas
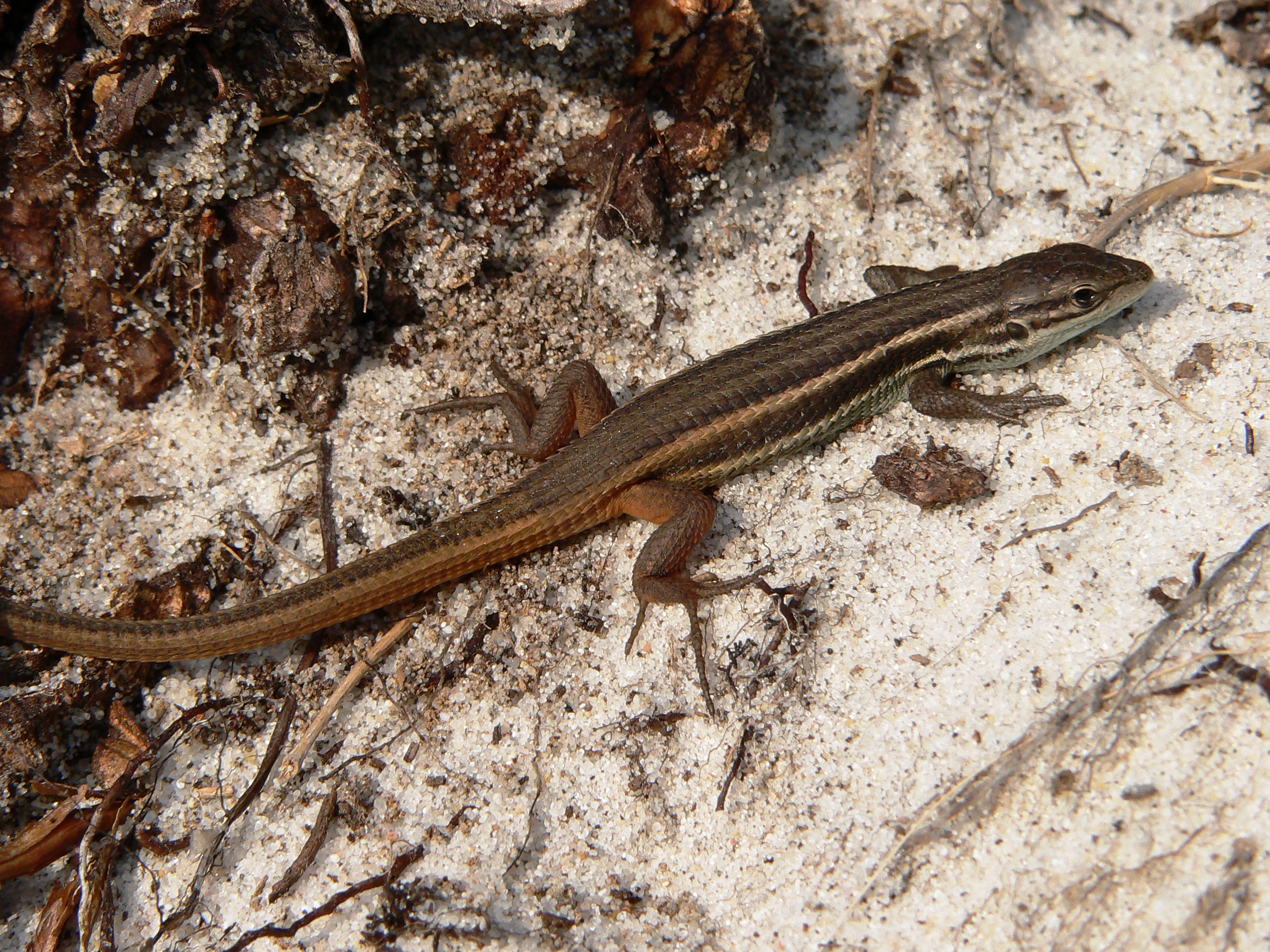
Lagartija colilarga
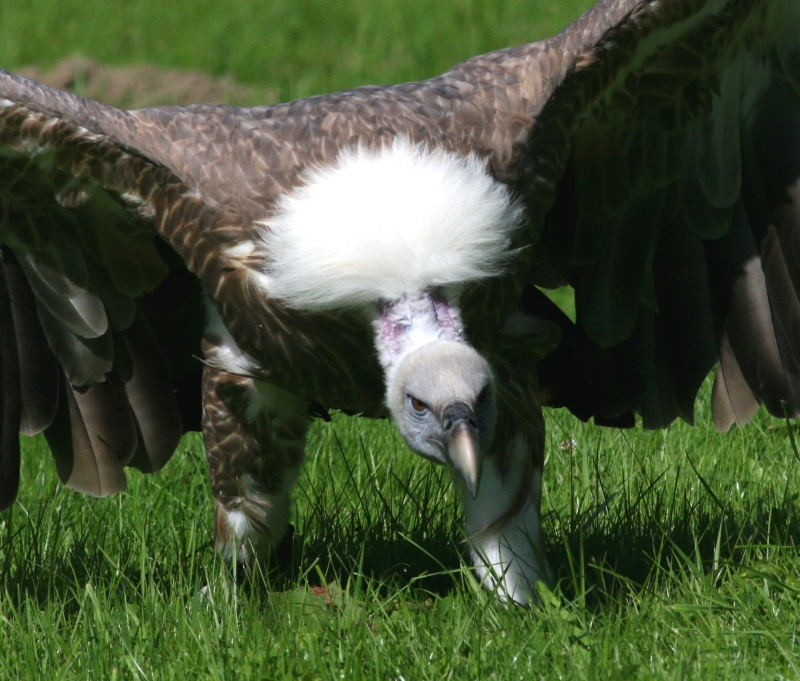
Buitre leonado

#### Impacto medioambiental
El núcleo urbano ha supuesto importantes cambios para el ecosistema en el que se encuentra ubicado. Por un lado, el acondicionamiento de la urbanización y el parque dunar anexo ha posibilitado el disfrute por parte del público general y la concienciación medioambiental, un ejemplo de coexistencia sostenible entre el medio natural y el urbano. Sin embargo, también ha generado problemas medioambientales al parque de Doñana por la sobreexplotación de acuíferos. Ante la inacción de las autoridades españolas, en 2019 el Tribunal de Justicia de la Unión Europea denunció a España por infringir la Directiva Marco sobre el Agua por las extracciones destinadas a Matalascañas y al cultivo de la fresa.
En julio de 2017 se produjo uno de los peores incendios forestales que ha vivido la zona, con alrededor de 8500 hectáreas quemadas, cortándose las carreteras e imposibilitando la conexión con Huelva capital  a los miles de veraneantes que se encontraban en ese momento en Matalascañas (véase: Incendio forestal de Doñana de 2017). El 88 % del área quemada estaba protegida. Se dijo que en 2019 comenzaría la reforestación, aunque desde la Junta de Andalucía no se ha publicado ningún plan para ello.
Hasta los años 70, cuando comenzó la edificación de viviendas, los recursos naturales del parque eran explotados pero de forma sostenible, lo que ha permitido su conservación. Con Matalascañas y muchos de los cultivos de regadío, la explotación humana está afectando negativamente a la zona. Además del problema de la sobreexplotación de los acuíferos, está el de la infraestructura necesaria para conectar los tres núcleos urbanos del municipio de Almonte con las capitales de provincia, como las carreteras A-483 y A-494. El gran tránsito que soportan estas carreteras, especialmente en verano,  es motivo del atropello de linces ibéricos (animal emblemático del parque y especie en peligro crítico de extinción). El atropello de fauna se ha limitado en los últimos años gracias al correcto vallado del parque en 2007 que, sin embargo, fue polémico cuando empezó a construirse. También se han construido sobre la carretera varios pasos elevados para la fauna.
La WWF denunció a España ante el Tribunal de Justicia de la Unión Europea por las «extracciones desmesuradas de agua subterránea»,que en su mayoría utilizados para el riego de céspedes, jardines y piscinas de Matalascañas.  La sentencia del Tribunal, publicada el 24 de enero del 2019 reconoce el «grave daño a la biodiversidad» ante la inacción del ayuntamiento, la Junta de Andalucía y las autoridades españolas. WWF recomendó cerrar las captaciones ilegales de agua e implementar un plan para las captaciones dedicadas a Matalascañas, cosa que no está prevista que se haga.

Desde 1989, tanto informes técnicos como estudios científicos han mostrado el alarmante descenso del nivel de la capa freática producido por la extracción de aguas subterráneas para el abastecimiento de la urbanización de Matalascañas.

Según Carmen Díaz-Paniagua, investigadora de la Estación Biológica de Doñana-CSIC, el desarrollo de Matalascañas ha tenido un impacto muy severo sobre las principales lagunas de Doñana: «sus pozos de abastecimiento están situados a menos de 1 km de algunas de las grandes lagunas, y son la causa directa de la desecación de las más próximas. De hecho, algunas llevan más de 20 años sin inundarse y sus cubetas están colonizadas por vegetación arbustiva o arbórea que evidencia la falta prolongada de agua». En el verano de 2022, todas las marismas de Doñana se secaron, incluso aquellas que solían ser permanentes, y el primer surgimiento de agua en el parque no volvió a brotar hasta el 1 de septiembre, momento en el que los veraneantes dejaban Matalascañas y volvían a sus ciudades. Un estudio científico demostró que cerrando dos de los cinco sondeos legales que nutren la urbanización con agua subterránea (121 litros / segundo), el nivel freático de los humedales subiría hasta 1,3 metros.

## Administración y política
Matalascañas está, junto con la aldea de El Rocío, bajo la administración del ayuntamiento de Almonte,  que cuenta con una oficina permanente en el distrito L, junto al campo de golf y la carretera norte. Véase la subsección de política del artículo principal del municipio. La ubicación del núcleo costero junto a Doñana ha ido generando preocupación y controversia durante las últimas décadas, especialmente en lo que respecta a contaminación acústica y lumínica, gestión hídrica y de residuos y atropello de fauna. Desde la fundación del parque nacional en 1969, Almonte ha ido adaptando su desarrollo económico e industrial a las políticas medioambientales impuestas a nivel estatal y europeo, siendo el primer municipio de España en firmar la “Carta por la Sostenibilidad“e impulsando atractivos turísticos sostenibles. La  principal dificultad en la administración de Matalascañas estriba en el aumento exponencial de la población los meses de verano, que iguala prácticamente a la de Huelva capital, unos 150 mil habitantes. Ello implica una planificación exhaustiva en lo referente a despliegue policial, limpieza y puestos de socorro.El ayuntamiento tiene que reforzar la seguridad, la limpieza y recogida de residuos y el mantenimiento de acerado y calzada.Con respecto al consumo de agua, se ha demostrado que las crisis de sequía de la zona responden en mayor medida a los cultivos de regadío que a la propia urbanización.Almonte está trabajando con el MITECO en un proyecto para sustituir el actual abastecimiento de aguas desde el acuífero por otro alternativo que vendría desde Mazagón, con el fin de aliviar dicha reserva y, a la vez, desplazar la depuración del agua hasta el Rocío para evitar vertidos al mar.En cuanto a problema de la circulación y estacionamiento de vehículos en época estival, el ayuntamiento ha implantado un sistema de zona azul para 2025 con una inversión de más de 40 millones de euros y un contrato a 30 años con una empresa que costeará la instalación de señalización vertical y horizontal y la contratación de empleados públicos locales, además del arreglo y mantenimiento del asfalto de toda la urbanización. En 2024 al ayuntamiento contrató a la empresa Azsuma en todo el municipio, con una inversión de más de 6 millones de euros y reforzó el servicio de recogida de envases de los chiringuitos durante la temporada estival.Otro gran problema de la zona radica en el mantenimiento del paseo marítimo y la costa, que en temporada baja suelen verse afectados por los temporales. En 2024 el MITECO invirtió más de 6 millones de euros en restaurar 700.000m3 de arena a la playa.

## Ciencia, cultura y patrimonio
Almonte cuenta con una meteorología relativamente estable en la costa, lo que ha permitido la instalación y la práctica de multitud de iniciativas científicas, relacionadas principalmente con la astronomía, la tecnología militar y la arqueología. El Ministerio de Defensa instaló en la parte occidental de la costa de Almonte el campo de entrenamiento y lanzamiento de misiles del Médano del Loro, único en el país. Desde finales de los años 90, el gran interés por la astronomía ha llevado a la apertura de la Asociación Astronómica Juan Pérez Mercader y la instalación de un observatorio astronómico en Almonte, gestionado por dicha organización municipal. Con el descubrimiento de las huellas neandertales al oeste de la urbanización, diversas investigaciones arqueológicas se han centrado en datarlas y estudiarlas.

### Torre de La Higuera

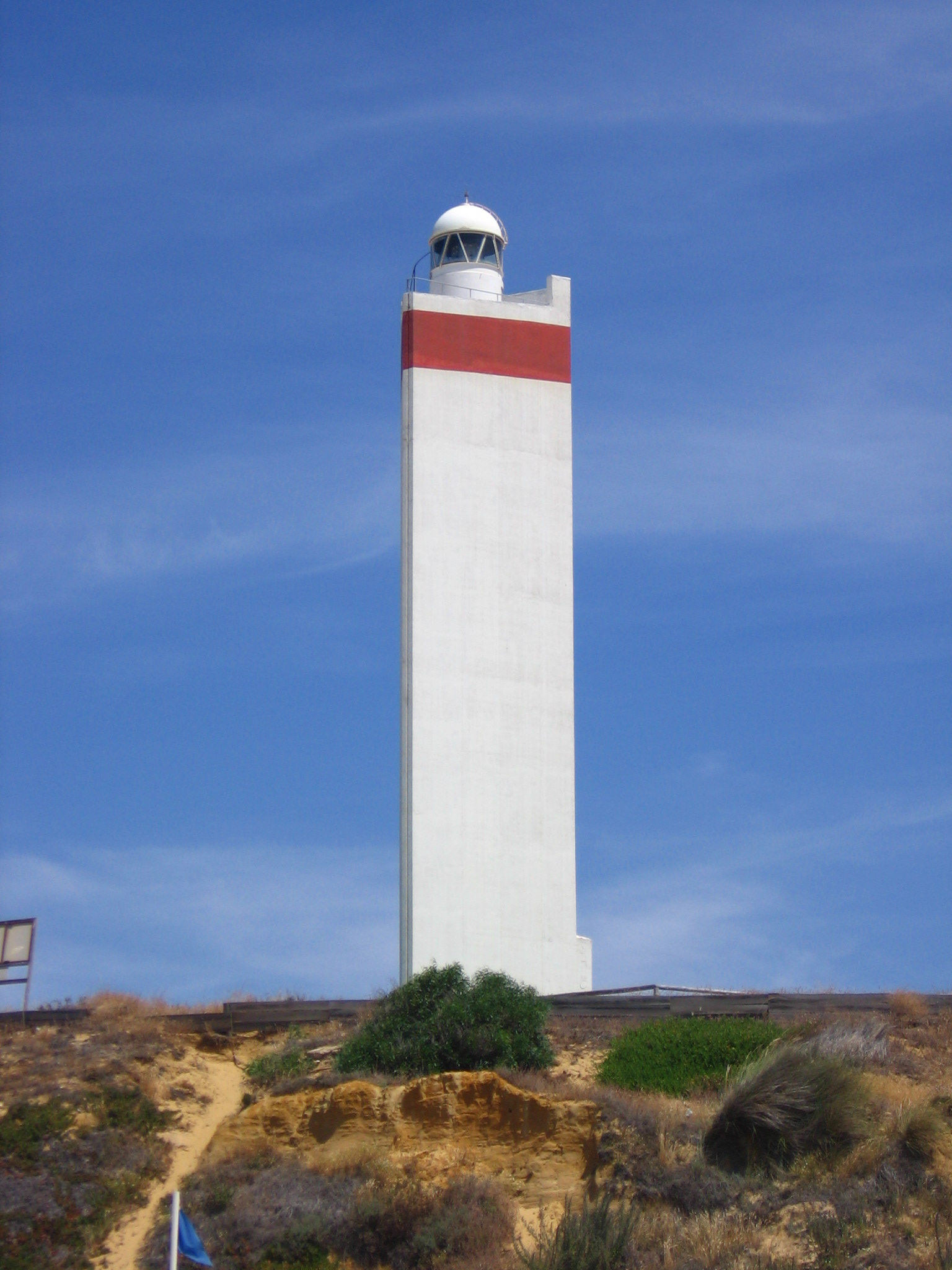
Faro de Matalascañas

La torre almenara en ruinas de Matalascañas (Torre de la Higuera) fue mandada construir por Felipe II en 1577 para defender la costa de incursiones berberiscas que solían atacar a barcos o a los pescadores que trabajaban por la zona. Es el elemento turístico por excelencia y motivo de visitas, también conocida como Torre de Almenara o la piedra), símbolo del pueblo junto al lince ibérico. La torre se ubica en el mar a unos 50 m de la costa, volcada y reducida a ruinas por el Terremoto de Lisboa de 1755, que afectó a toda la zona creando un tsunami. Está considerada también como Patrimonio Histórico Español. A lo largo de las costa de Almonte, desde Sanlúcar de Barrameda hasta Mazagón, se construyeron seis de estas torres. Actualmente se encuentra del revés en el mar a pocos metros de la orilla; el resto de torres, de oeste a este, son torre del Oro, torre del Asperillo, torre Zabalar, torre del Asperillo, torre Carbonero (en buen estado), torre Zalabar y torre San Jacinto (en buen estado). Todas están catalogadas como Bien de Interés Cultural.

### Parque Dunar de Doñana y Balcón del Atlántico
El parque dunar de Doñana (también conocido como Dunas de Almonte) consta de 130 hectáreas y se encuentra en una ribera dunar fija, al oeste antes del comienzo de la urbanización. Se inauguró en 1992 con el fin de crear un espacio verde, minimizar el impacto de la urbe en Doñana y crear un lugar donde poder realizar senderismo costero. El parque dispone también de una zona para picnics, acampada, aparcamiento, un punto de información turística llamado El Balcón del Atlántico y se puede dar un paseo por las desérticas dunas en dromedario (Recorridos por las dunas con la asociación "Aires Africanos"), así como un centro hípico en el que se reservan paseos a caballo a Doñana. Dentro del parque, se encuentran, aparte del Museo de cetáceos, el club náutico, el faro y el centro CIECEMA (centro de investigaciones medioambientales, ecológicas y biológicas). La zona del Balcón del Atlántico se suele utilizar igualmente para eventos culturales, especialmente obras de teatro al aire libreEl faro de Matalascañas, perceptible a simple vista desde Chipiona, resulta un elemento icónico a nivel nacional debido a su peculiar planta triangular equilátera. Se instaló en 1994 y tiene una altura de 23 metros, alcanzando su luz las 20 millas náuticas.El periódico El País lo incluyó en su lista de los 10 faros más bellos de España.

### Huellas fósiles del Holoceno
En la zona occidental de Matalascañas, pasada la bajada del club náutico, se han encontrado huellas fósiles del Holoceno a pie de playa, sobre un sustrato arcilloso bajo la arena.Pertenecen a distintos animales ungulados y a humanoides y datan de más de 100 000 años de antigüedad. En un estudio reciente llevado a cabo por la universidad de Huelva y publicado por la revista Quaternary Science Reviews, se han catalogado como huellas de homínidos, específicamente de neandertales. Al tratarse de la costa atlántica, con acusadas subidas y bajadas de la marea, estas huellas quedan a menudo cubiertas por la arena y no es posible verlas en directo. El grupo ecologista del parque dunar organiza visitas guiadas gratuitas que incluyen contenido histórico, biológico y geológico de la zona. Estas visitas suelen incluir actividades medioambientales como la recogida voluntaria de residuos o la limpieza de nidos de aves.

### Museo del Mundo Marino
El Museo del Mundo Marino, ubicado dentro del parque dunar de Matalascañas, es un complejo científico-histórico actualmente clausurado, cuya construcción tuvo una inversión de más de 6 millones de euros, con la colaboración del ayuntamiento y la Junta de Andalucía. Fue inaugurado en 2002 por Manuel Chaves y se convirtió en el primer complejo turístico sostenible de España, así como el primer museo andaluz y 2.º a nivel nacional en ser certificado con la homologación ISO 9001 y 14001, la bandera AENOR y además fue miembro fundador de la Red de Espacios Científicos y Técnicos de Andalucía y la Fundación Descubre.Constaba de 6 salas principales y contenía, entre otros elementos, el único esqueleto completo de orca de Europa, otros restos óseos de diferentes cetáceos totalmente reconstruidos y en suspensión desde el techo, así como la colección de conchas y moluscos más completa del país. La atracción principal era la Ecosfera, una esfera de vidrio diseñada por la NASA que contiene un ecosistema totalmente autosuficiente, capaz de autoabastecerse y renovarse sin ninguna intervención externa. Sólo existen dos ecosferas en la actualidad y la de Almonte fue trasladada, junto al resto del museo, a la Casa de la Ciencia de Sevilla.Según la administración del Partido Popular que pasó a gobernar en coalición con Izquierda Unida en 2011,el año antes de su cierre el Museo arrastraba una deuda con los proveedores de 187 000 €, así como un gran número de deficiencias estructurales que hacían peligrar la seguridad de usuarios y trabajadores.Sin embargo, en el momento del cierre, una subvención de la Junta que podría haber mantenido el museo abierto había sido abonada en un 75%, pero José Joaquín de la Torre, entonces concejal del PP, exigió a la Junta el pago inmediato del 25% restante para evitar la clausura del museo, optando finalmente por llevarla a cabo.Tras las elecciones locales de 2023, con las que Francisco Bella fue reelegido, se anunció la futura reapertura del centro, que comenzaría con la limpieza y transformación del mismo en un punto de referencia para el desarrollo digital.

## Deportes
Almonte, como municipio del litoral atlántico, dispone de una climatología estable e idónea para el deporte al aire libre, con inviernos suaves y veranos frescos, especialmente en la costa. Ello permite que el ayuntamiento y la inversión privada dediquen gran esfuerzo a la práctica y la promoción de la pesca deportiva e industrial, el parapente, el golf, la navegación, el windsurf, el ciclismo, vóley playa, etc.

### Club náutico y pesquero
Se trata de una instalación inaugurada en los años 70 como asociación pesquera y más tarde convertida en club náutico. Se encuentra en la zona occidental de la playa, antes del faro y el comienzo de la urbanización. Tanto los propietarios como los socios y visitantes turísticos pueden alquilar barcas y motos acuáticas para uso recreativo, disponiendo de una zona acotada en la playa y de uso exclusivo del club. Actualmente se encuentra también ubicado en la zona el restaurante El Acantilado en la parte alta de la duna, justo encima del club y las embarcaciones.Pasada la bajada al club, hacia el este, se encuentra el chiringuito Bananas y el tramo de playa homónima. Se trata de una zona muy popular y de las playas más liberales y alternativas del país, con gran acogida de la comunidad LGTB y tramos donde se practica el nudismo.La pesca particular a pie de playa también se practica en distintas zonas separadas de los bañistas en cualquier época del año.

### Parapente
Matalascañas dispone también de un Club de Vuelo, a través del cual diversas empresas ofrecen servicios de parapente y paramotor. Las salidas se efectúan normalmente desde lo alto de los acantilados adyacentes a la zona de la bajada de Bananas.

### Golf
En 1998, el Ayuntamiento de Almonte comenzó las obras del primer campo de golf ecológico y sostenible de Europa, con 18 hoyos y 290.000m² e inaugurado en 2000.El consistorio, principal propietario del campo de golf, lo inauguró como «el primer campo de golf ecológico de España», ya que regaba sus campos con agua reutilizada. Sin embargo, la Universidad de Huelva anunció, tras un estudio propio, que «no le salen las cuentas en relación a que este campo use para el riego 100% aguas recicladas», ya que «la depuración de las aguas residuales del municipio no puede tratar los 700.000 m³ que precisan las 60 hectáreas del complejo deportivo».
A finales de 2016 la empresa arrendataria del campo, Doñana de Silva Golf SLU (DSG), anunció el cierre del campo debido a desacuerdos con respecto a la calidad del agua depurada que le proporciona el Ayuntamientoy priorizando así sus exigencias de calidad del agua por daños al césped sobre el daño ocasionado al entorno y exigiendo más cantidad de agua de la ecológicamente sostenible que se le estaba proporcionando.  DSG anunció en 2019 que el Campo de Golf de Matalascañas iba a ser subastado por impago del Ayuntamiento, cuya deuda con DSG asciende a los 800 000 €. Además, el campo ha sufrido varios expolios ya que algunos vecinos han observado a personas saliendo del lugar con «palos de golf, impresoras y otros objetos».